# Csakan
El csakan, també anomenat "flauta de bec romàntica" és un instrument de vent fusta que va ser força popular a Viena, Hongria i Eslovàquia a principis del segle xix. És bàsicament una flauta de bec amb claus i s'atribueix la seva creació al constructor de Budapest Anton Herberle, que en fou també el principal intèrpret durant la dècada de 1810 oferint concerts a diversos llocs.
La seva forma original era cilíndrica, però a partir de 1820 n'apareixen alguns que adopten la forma d'un oboè. Aquesta nova versió del csakan fou la utilitzada per un altre virtuós de l'instrument anomenat Ernst Krähmer.
El so greu i delicat del csakan enriqueix la família de les flautes de bec. La seva llargada fa que també fos conegut com a "flauta-bastó" i solia ser utilitzat com a tal per a fer passejades al camp i gaudir de la música en els moments de repòs. Es creu que el mateix Beethoven tenia un csakan i el feia servir sovint.

## Àudios
Es pot escoltar el so del Csakan en aquests enllaços:
- Antonio Diabelli: Tema "Soave con forto“ fde l'opera Zelmira amb 2 variations interpretat per Nik Tarasov Arxivat 2021-07-19 a Wayback Machine.
- Ernest Krähmer: Divertimento op.4 no.9 interpretat per Nik Tarasov Arxivat 2016-12-25 a Wayback Machine.